# Objet perdu
Ne doit pas être confondu avec Planète mineure perdue ou Comète perdue.

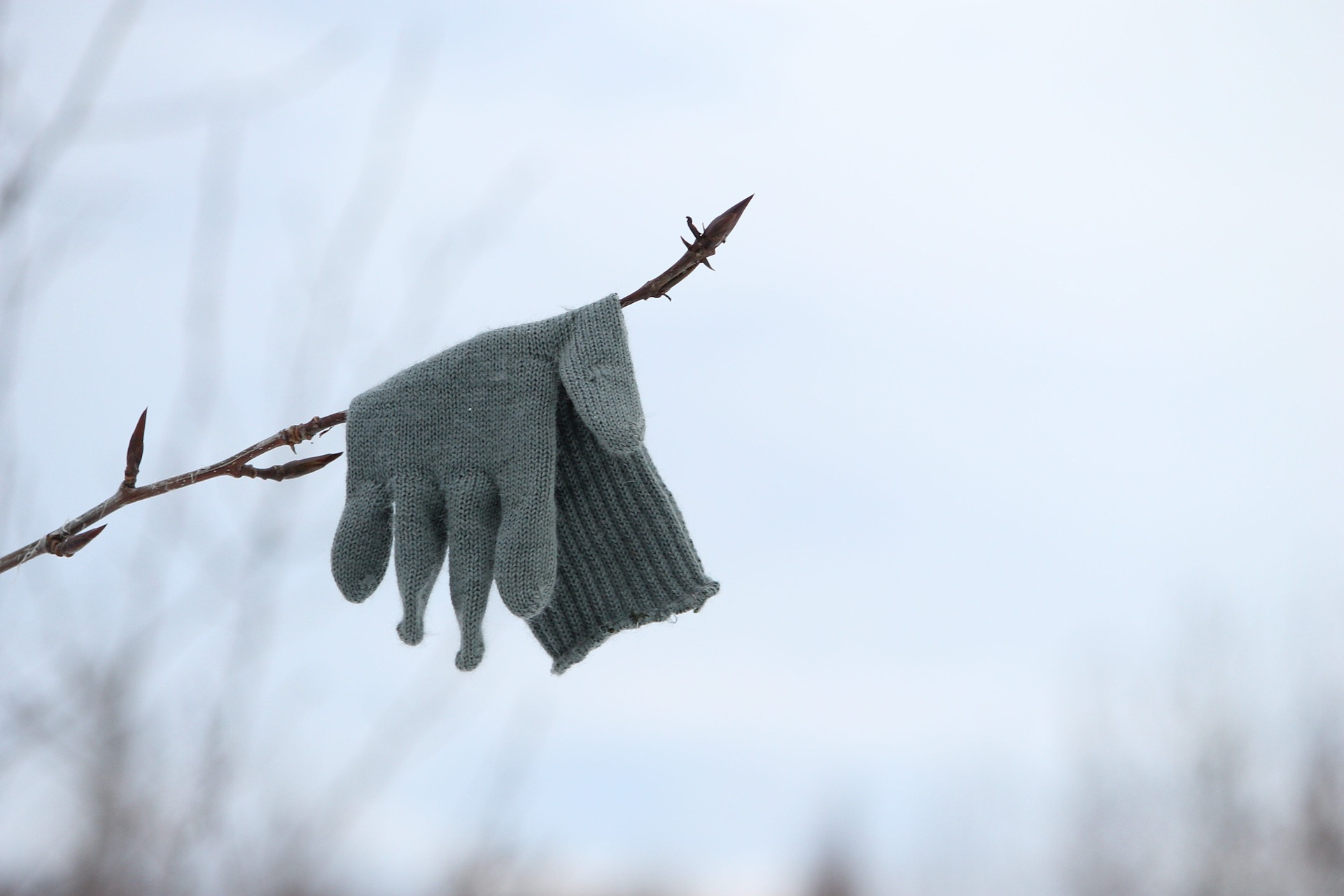
Gant perdu par son propriétaire.

Un objet perdu est une possession qui a été égarée par son propriétaire de manière involontaire.

## Perte d'un objet

### Définition
Lucien Bernot, ethnologue français, affirme que :  « Tout le monde perd » et ce, sans distinction de classes, de genre et d’âge.  
La perte implique la disparition visuelle d'un objet. Elle est définie comme une soustraction, une dépossession. Dans la définition du mot « perte » du Trésor de la langue française, la perte est également définie comme le « fait de mal utiliser, de gaspiller quelque chose. ». La perte peut signifier un mauvais traitement du propriétaire qui produit des déchets inutiles. Le mot « fuite » est également utilisé comme pour aborder le point de vue de l’objet qui s’échappe de son propriétaire. 
Il est impossible de définir véritablement la cause de la perte due à l’inconscience de l’action. La perte implique donc une perte matérielle mais également une perte de contrôle. La perte est donc une action due au hasard, un accident du quotidien.

### Objet perdu et objet trouvé
Un objet se définit par rapport à sa fonction, le lien qu'il entretient avec son utilisateur et son rapport à son environnement. 
Un « objet perdu » a été égaré par son propriétaire tandis qu'un « objet trouvé » a été découvert par un tiers. 
En langue française, le même objet a donc deux dénominations différentes selon le lien qu'il entretient avec la personne qui le possède. Nous aurions alors tendance à distinguer ces deux objets, comme deux objets différents. Pourtant, la frontière est bien plus mince. Pour Lucien Bernot : « La différence entre un objet perdu et un objet trouvé n’est ni de degré ni de nature : il s’agit du même objet. Elle se situe au niveau des personnes ». L'objet est confronté à une rare particularité dans sa définition : il n’est pas nommé par rapport à sa fonction ou à sa forme, mais le même objet porte deux noms qu’il change alternativement selon son rapport au monde.

### Vol
Dans d’autres cas, la perte peut être provoquée par une tierce personne, elle-même en pleine conscience de l’action qu’elle va s’apprêter à faire : le vol. La perte est ici nuancée par la volonté intentionnelle de nuire. Le voleur décide de dérober l’objet. Pour le propriétaire, l’objet est bien sûr perdu, mais également volé.

## En droit

### Droit français
Selon l'article 2276 du Code civil français, un objet perdu doit être restitué à son propriétaire. La durée légale de droit de réclamation d’un objet perdu est de 3 ans. Au-delà des 3 ans réglementaires, l'objet appartient à celui qui l'a trouvé. Si le bien a été vendu par l'inventeur (celui qui a trouvé) avant la fin de ce délai celui-ci sera contraint de rembourser la valeur du bien à son propriétaire légal. 

### Droit québécois
En droit québécois, l'article 940 du Code civil du Québec prévoit que « Celui qui trouve un bien doit tenter d’en retrouver le propriétaire; le cas échéant, il doit lui remettre le bien ».
Cette règle n'est toutefois pas absolue ; en cas de vol de vélos puis récupération des vélos par un tiers, la victime du vol peut être forcée de rembourser le tiers détenteur du bien pour récupérer son vélo.

### Common law
En Common law, les règles relatives aux objets perdus sont consolidées dans une jurisprudence appelée celui qui le trouve le garde (anglais: finder's keepers). 